# 拉沙佩勒 (海地)
拉沙佩勒（法語：La Chapelle，發音：[la ʃapɛl] ⓘ）是海地阿蒂博尼特省圣马克区的市镇，总面积143.6平方千米，2015年人口31533。